# Integrin alpha M
Integrin alpha M (ITGAM) là một tiểu đơn vị protein tạo thành phân tử song dị hợp integrin alpha-M beta-2 (αMβ2), còn được gọi là kháng nguyên đại thực bào-1 (Mac-1) hoặc thụ thể bổ sung 3 (CR3). ITGAM còn được gọi là CR3A, và cụm biệt hóa 11B (CD11B). Chuỗi thứ hai của αMβ2 là tiểu đơn vị integrin β2 phổ biến được gọi là CD18, và integrin αMβ2 do đó thuộc về phân họ intergrin (hoặc bạch cầu) β2.
αMβ2 được biểu hiện trên bề mặt của nhiều bạch cầu liên quan đến hệ miễn dịch bẩm sinh, bao gồm bạch cầu đơn nhân, bạch cầu hạt, đại thực bào và các tế bào giết tự nhiên. Nó làm trung gian cho phản ứng viêm bằng cách điều chỉnh độ bám dính cũng như quá trình di chuyển của bạch cầu. Protein này cũng liên quan đến một số quá trình miễn dịch như thực bào, miễn dịch qua trung gian tế bào, hướng hóa và hoạt hóa tế bào. Nó liên quan đến hệ thống bổ thể do khả năng liên kết với yếu tố bổ thể 3b (iC3b) bất hoạt. Tiểu đơn vị ITGAM (alpha) của integrin αMβ2 trực tiếp tham gia vào việc gây ra sự bám dính và phát tán của các tế bào nhưng không thể làm trung gian cho quá trình di chuyển tế bào mà không có sự hiện diện của tiểu đơn vị beta (CD18).
Trong các nghiên cứu tương quan toàn bộ nhiễm sắc thể, các đa hình đơn nucleotide trong ITGAM có mối liên hệ mạnh nhất với lupus ban đỏ hệ thống, với tỷ lệ chênh là 1,65 đối với alen T của rs9888739 và lupus..
Trong mô bệnh học, phương pháp immunohistochemistry dùng các kháng thể cho CD11B thường được sử dụng để xác định các đại thực bào và tế bào tiểu thần kinh đệm (microglia).